# Liste der Historic Civil Engineering Landmarks
In der Liste der historischen Meilensteine der Ingenieurbaukunst, englisch List of Historic Civil Engineering Landmarks, sind die von der American Society of Civil Engineers (ASCE) bezeichneten Meilensteine des Bauingenieurwesens aufgeführt. Das Projekt zur Bezeichnung der Meilensteine begann 1964. Die Auszeichnung wird an Projekte, Bauwerke und Orte in den USA als National Historic Civil Engineering Landmarks (deutsch Nationale historische Ingenieurbaukunst-Meilensteine), und in der übrigen Welt als International Historic Civil Engineering Landmarks (deutsch Internationale historische Ingenieurbaukunst-Meilensteine), vergeben. 2013 waren mehr als 250 Baudenkmäler in der Liste aufgeführt. Die von den lokalen Sektionen des ASCE bezeichneten Meilensteine auf der Ebene einzelner US-Bundesstaaten oder auf lokaler Ebene sind hier nicht aufgeführt.
| Referenz Nummer | Jahr der Aufnahme | Namen                                                                  | Bild                         | Baujahr                      | Ort                                          | Region / Bundesstaat             | Land                             | Kategorie                           |
| --------------- | ----------------- | ---------------------------------------------------------------------- | ---------------------------- | ---------------------------- | -------------------------------------------- | -------------------------------- | -------------------------------- | ----------------------------------- |
| 1               | 1966              | Bollman-Brücke                                                         |                              | 1869                         | Savage                                       | Maryland                         | Vereinigte Staaten               | Brücken                             |
| 2               | 1967              | Bidwell Bar Bridge                                                     |                              | 1856                         | Oroville                                     | Kalifornien                      | Vereinigte Staaten               | Brücken                             |
| 3               | 1967              | Eriekanal                                                              |                              | 1825                         | Vom Hudson River zum Eriesee                 | New York                         | Vereinigte Staaten               | Schifffahrt                         |
| 4               | 1967              | Middlesex Canal                                                        |                              | 1803                         | Middlesex County                             | Massachusetts                    | Vereinigte Staaten               | Schifffahrt                         |
| 5               | 1968              | Central Pacific Railroad                                               |                              | 1863–1869                    | Sacramento ostwärts                          | Kalifornien                      | Vereinigte Staaten               | Straßen und Bahnen                  |
| 6               | 1968              | Durango-Silverton Branch der D&RGW RR                                  |                              | 1882                         | Durango                                      | Colorado                         | Vereinigte Staaten               | Straßen und Bahnen                  |
| 7               | 1968              | Ellicott Stone                                                         |                              | 1799                         | Mobile                                       | Alabama                          | Vereinigte Staaten               | Grenzen & Vermessung                |
| 8               | 1968              | Espada-Aquädukt                                                        |                              | 1718                         | San Antonio                                  | Texas                            | Vereinigte Staaten               | Wasserversorgung & Hochwasserschutz |
| 9               | 1968              | Zusammenschluss der transkontinentalen Eisenbahn                       |                              | 1869                         | Promontory Summit                            | Utah                             | Vereinigte Staaten               | Straßen und Bahnen                  |
| 10              | 1968              | Wheeling Suspension Bridge                                             |                              | 1849                         | Wheeling                                     | West Virginia                    | Vereinigte Staaten               | Brücken                             |
| 11              | 1969              | Alvord Lake Bridge                                                     |                              | 1889                         | San Francisco                                | Kalifornien                      | Vereinigte Staaten               | Brücken                             |
| 12              | 1969              | Charleston–Hamburg Railroad                                            |                              | 1833                         | Charleston                                   | South Carolina                   | Vereinigte Staaten               | Straßen und Bahnen                  |
| 13              | 1970              | Ascutney Mill Dam                                                      |                              | 1834                         | Windsor                                      | Vermont                          | Vereinigte Staaten               | Dämme                               |
| 14              | 1970              | Bridgeport Covered Bridge                                              |                              | 1862                         | Nevada County                                | Kalifornien                      | Vereinigte Staaten               | Brücken                             |
| 15              | 1970              | Cornish–Windsor Covered Bridge                                         |                              | 1866, rebuilt 1988           | Windsor nach Cornish                         | Vermont und New Hampshire        | Vereinigte Staaten               | Brücken                             |
| 16              | 1970              | Frankford Avenue Bridge                                                |                              | 1697                         | Philadelphia                                 | Pennsylvania                     | Vereinigte Staaten               | Brücken                             |
| 17              | 1970              | Patowmack Canal und Schleusen                                          |                              | 1799                         | Great Falls                                  | Virginia                         | Vereinigte Staaten               | Schifffahrt                         |
| 18              | 1970              | Theodore Roosevelt Dam & Salt River Project                            |                              | 1911                         |                                              | Arizona                          | Vereinigte Staaten               | Wasserversorgung & Hochwasserschutz |
| 19              | 1970              | Union Canal Tunnel                                                     |                              | 1828                         | Lebanon                                      | Pennsylvania                     | Vereinigte Staaten               | Schifffahrt                         |
| 20              | 1971              | Wasserwerk Bethlehem                                                   |                              | 1761                         | Bethlehem                                    | Pennsylvania                     | Vereinigte Staaten               | Wasserversorgung & Hochwasserschutz |
| 21              | 1971              | Druid Lake Dam                                                         |                              | 1871                         | Baltimore                                    | Maryland                         | Vereinigte Staaten               | Dämme                               |
| 22              | 1971              | Eads Bridge                                                            |                              | 1874                         | St. Louis                                    | Missouri                         | Vereinigte Staaten               | Brücken                             |
| 23              | 1971              | First Owens River – Los Angeles Aqueduct                               |                              | 1913                         | Owens Valley                                 | Kalifornien                      | Vereinigte Staaten               | Wasserversorgung & Hochwasserschutz |
| 24              | 1971              | Salt-Lake-Tabernakel                                                   |                              | 1867                         | Salt Lake City                               | Utah                             | Vereinigte Staaten               | Gebäude                             |
| 25              | 1972              | Cabin-John-Aquädukt                                                    |                              | 1863                         | Cabin John                                   | Maryland                         | Vereinigte Staaten               | Wasserversorgung & Hochwasserschutz |
| 26              | 1972              | Chesbroughs Wasserversorgung Chicago                                   |                              | 1869                         | Chicago                                      | Illinois                         | Vereinigte Staaten               | Wasserversorgung & Hochwasserschutz |
| 27              | 1972              | Brooklyn Bridge                                                        |                              | 1883                         | New York City                                | New York                         | Vereinigte Staaten               | Brücken                             |
| 28              | 1972              | Gunnison Tunnel                                                        |                              | 1909                         | Montrose                                     | Colorado                         | Vereinigte Staaten               | Tunnel                              |
| 29              | 1972              | Roebling’s Delaware Aqueduct des Delaware & Hudson Canals              |                              | 1848, restored 1983          | von Lackawaxen nach Minisink Ford            | Pennsylvania & New York          | Vereinigte Staaten               | Schifffahrt                         |
| 30              | 1972              | Miami Conservancy District                                             |                              | 1922                         | nähe Dayton                                  | Ohio                             | Vereinigte Staaten               | Wasserversorgung & Hochwasserschutz |
| 31              | 1973              | Buffalo Bill Dam                                                       |                              | 1910                         | Cody                                         | Wyoming                          | Vereinigte Staaten               | Dämme                               |
| 32              | 1973              | Cheesman Reservoir                                                     |                              | 1905                         | Southwest von Denver                         | Colorado                         | Vereinigte Staaten               | Dämme                               |
| 33              | 1973              | Abflussmessstation Embudo                                              |                              | 1889                         | Embudo                                       | New Mexico                       | Vereinigte Staaten               | Wasserversorgung & Hochwasserschutz |
| 34              | 1973              | Ingalls Building                                                       |                              | 1903                         | Cincinnati                                   | Ohio                             | Vereinigte Staaten               | Gebäude                             |
| 35              | 1973              | Pelton-Turbine                                                         |                              | 1878                         | Camptonville                                 | Kalifornien                      | Vereinigte Staaten               | Stromproduktion                     |
| 36              | 1973              | Starrucca Viaduct                                                      |                              | 1848                         | Lanesboro                                    | Pennsylvania                     | Vereinigte Staaten               | Brücken                             |
| 37              | 1974              | Stadtplanung Kansas City                                               |                              | 1893 to 1915                 | Kansas City                                  | Missouri                         | Vereinigte Staaten               | Bauingenieurwesen                   |
| 38              | 1974              | Milwaukee Metropolitan Sewage Treatment Plant                          |                              | 1925                         | Milwaukee                                    | Wisconsin                        | Vereinigte Staaten               | Wasserversorgung & Hochwasserschutz |
| 39              | 1974              | Philadelphia Municipal Water Supply                                    |                              | 1801                         | Philadelphia                                 | Pennsylvania                     | Vereinigte Staaten               | Wasserversorgung & Hochwasserschutz |
| 40              | 1974              | Stone Arch Bridge                                                      |                              | 1883                         | Minneapolis                                  | Minnesota                        | Vereinigte Staaten               | Brücken                             |
| 41              | 1975              | Castillo de San Marcos                                                 |                              | 1695                         | St. Augustine                                | Florida                          | Vereinigte Staaten               | Gebäude                             |
| 42              | 1975              | Croton Water Supply System                                             |                              | 1842                         | New York City                                | New York                         | Vereinigte Staaten               | Wasserversorgung & Hochwasserschutz |
| 43              | 1975              | Folsom Hydroelectric Power System                                      |                              | 1895                         | Folsom                                       | Kalifornien                      | Vereinigte Staaten               | Stromproduktion                     |
| 44              | 1975              | Granite Railway                                                        |                              | 1826                         | Quincy                                       | Massachusetts                    | Vereinigte Staaten               | Straßen und Bahnen                  |
| 45              | 1975              | Hoosac Tunnel                                                          |                              | 1875                         | Berkshire County                             | Massachusetts                    | Vereinigte Staaten               | Tunnel                              |
| 46              | 1975              | Lawrence Experiment Station                                            |                              | 1886                         | Lawrence                                     | Massachusetts                    | Vereinigte Staaten               | Bauingenieurwesen                   |
| 47              | 1975              | Marlette Lake Water System                                             |                              | 1873 to 1887                 | Virginia City                                | Nevada                           | Vereinigte Staaten               | Wasserversorgung & Hochwasserschutz |
| 48              | 1975              | Mount Washington Cog Railway                                           |                              | 1869                         | Mount Washington                             | New Hampshire                    | Vereinigte Staaten               | Straßen und Bahnen                  |
| 49              | 1975              | Smithfield Street Bridge                                               |                              | 1883                         | Pittsburgh                                   | Pennsylvania                     | Vereinigte Staaten               | Brücken                             |
| 50              | 1975              | Tunkhannock Viaduct                                                    |                              | 1915                         | Nicholson, Wyoming County                    | Pennsylvania                     | Vereinigte Staaten               | Brücken                             |
| 51              | 1976              | Crozet’s Blue Ridge Tunnel                                             |                              | 1858                         | Waynesboro                                   | Virginia                         | Vereinigte Staaten               | Tunnel                              |
| 52              | 1976              | Cumbres and Toltec Scenic Railway                                      |                              | 1880                         | Chama–Antonito                               | New Mexico und Colorado          | Vereinigte Staaten               | Straßen und Bahnen                  |
| 53              | 1976              | Elephant Butte Dam                                                     |                              | 1916                         | Truth or Consequences                        | New Mexico                       | Vereinigte Staaten               | Dämme                               |
| 54              | 1976              | First Concrete Pavement                                                |                              | 1893                         | Bellefontaine                                | Ohio                             | Vereinigte Staaten               | Straßen und Bahnen                  |
| 55              | 1976              | International Boundary Marker Nr. 1                                    |                              | 1855                         | El Paso                                      | Texas                            | Vereinigte Staaten               | Grenzen & Vermessung                |
| 56              | 1976              | King’s Road                                                            |                              | 1766 to 1775                 | St. Augustine–Fort Barrington                | Florida und Georgia              | Vereinigte Staaten               | Straßen und Bahnen                  |
| 57              | 1976              | National Road                                                          |                              | 1811–1839                    | Cumberland (Maryland)–Vandalia (Illinois)    | Midwest                          | Vereinigte Staaten               | Straßen und Bahnen                  |
| 58              | 1977              | Charlestown Naval Dry Dock                                             |                              | 1833                         | Boston                                       | Massachusetts                    | Vereinigte Staaten               | Schifffahrt                         |
| 59              | 1977              | City Plan of Savannah                                                  |                              | 1733                         | Savannah                                     | Georgia                          | Vereinigte Staaten               | Bauingenieurwesen                   |
| 60              | 1977              | Great Falls Raceway and Power System                                   |                              | 1800                         | Paterson                                     | New Jersey                       | Vereinigte Staaten               | Stromproduktion                     |
| 61              | 1977              | First New York Subway                                                  |                              | 1904                         | New York City                                | New York                         | Vereinigte Staaten               | Straßen und Bahnen                  |
| 62              | 1977              | Mason-Dixon-Linie                                                      |                              | 1767                         |                                              | Maryland & Pennsylvania          | Vereinigte Staaten               | Grenzen & Vermessung                |
| 63              | 1977              | Minot’s Ledge Lighthouse                                               |                              | 1860                         | vor Scituate                                 | Massachusetts                    | Vereinigte Staaten               | Schifffahrt                         |
| 64              | 1977              | Mullan Road                                                            |                              | 1862                         | Walla Walla                                  | Washington                       | Vereinigte Staaten               | Straßen und Bahnen                  |
| 65              | 1977              | Gosport Naval Dry Dock                                                 |                              | 1833                         | Portsmouth                                   | Virginia                         | Vereinigte Staaten               | Schifffahrt                         |
| 66              | 1977              | Reversal of the Chicago River                                          |                              | 1900                         | Chicago                                      | Illinois                         | Vereinigte Staaten               | Schifffahrt                         |
| 67              | 1977              | Vulcan Street Plant                                                    |                              | 1882                         | Appleton                                     | Wisconsin                        | Vereinigte Staaten               | Stromproduktion                     |
| 68              | 1977              | William E. Ward House                                                  |                              | 1876                         | Rye                                          | New York                         | Vereinigte Staaten               | Gebäude                             |
| 69              | 1978              | Boston Subway                                                          |                              | 1897                         | Boston                                       | Massachusetts                    | Vereinigte Staaten               | Straßen und Bahnen                  |
| 70              | 1978              | Dunlap’s Creek Bridge                                                  |                              | 1839                         | Brownsville                                  | Pennsylvania                     | Vereinigte Staaten               | Brücken                             |
| 71              | 1978              | Hudson and Manhattan Railroad Tunnel                                   |                              | 1908                         | Jersey City nach New York City               | New Jersey & New York            | Vereinigte Staaten               | Tunnel                              |
| 72              | 1978              | Newark International Airport                                           |                              | 1928                         | Newark                                       | New Jersey                       | Vereinigte Staaten               | Aviatik                             |
| 73              | 1978              | United States Military Academy                                         |                              | 1813                         | West Point                                   | New York                         | Vereinigte Staaten               | Bauingenieurwesen                   |
| 74              | 1979              | Cleveland Hopkins Airport                                              |                              | 1925                         | Cleveland                                    | Ohio                             | Vereinigte Staaten               | Aviatik                             |
| 75              | 1979              | Fink Deck Truss Bridge                                                 |                              | 1870                         | Lynchburg                                    | Virginia                         | Vereinigte Staaten               | Brücken                             |
| 76              | 1979              | Fink Through Truss Bridge                                              |                              | 1858                         | Hamden                                       | New Jersey                       | Vereinigte Staaten               | Brücken                             |
| 77              | 1979              | Iron Bridge                                                            |                              | 1779                         | Ironbridge                                   | England                          | Vereinigtes Königreich           | Brücken                             |
| 78              | 1979              | Moffat-Tunnel                                                          |                              | 1928                         | Winter Park                                  | Colorado                         | Vereinigte Staaten               | Tunnel                              |
| 79              | 1979              | Rockville Bridge                                                       |                              | 1902                         | Harrisburg                                   | Pennsylvania                     | Vereinigte Staaten               | Brücken                             |
| 80              | 1980              | Goodyear Airdock                                                       |                              | 1929                         | Akron                                        | Ohio                             | Vereinigte Staaten               | Aviatik                             |
| 81              | 1980              | Hydraulic-Inclined Plane System of the Morris Canal                    |                              | 1831                         | Stanhope                                     | New Jersey                       | Vereinigte Staaten               | Schifffahrt                         |
| 82              | 1981              | Borden Base Line                                                       |                              | 1831                         | Hatfield                                     | Massachusetts                    | Vereinigte Staaten               | Grenzen & Vermessung                |
| 83              | 1981              | Chain of Rocks Water Purification Plant                                |                              | 1903                         | St. Louis                                    | Missouri                         | Vereinigte Staaten               | Wasserversorgung & Hochwasserschutz |
| 84              | 1981              | Charles River Basin Project                                            |                              | 1910                         | Boston                                       | Massachusetts                    | Vereinigte Staaten               | Wasserversorgung & Hochwasserschutz |
| 85              | 1981              | Cortland Street Drawbridge                                             |                              | 1902                         | Chicago                                      | Illinois                         | Vereinigte Staaten               | Brücken                             |
| 86              | 1981              | George Washington Bridge                                               |                              | 1931                         | von Fort Lee nach New York City              | New Jersey & New York            | Vereinigte Staaten               | Brücken                             |
| 87              | 1981              | Louisville Waterworks                                                  |                              | 1875 bis 1896                | Louisville                                   | Kentucky                         | Vereinigte Staaten               | Wasserversorgung & Hochwasserschutz |
| 88              | 1981              | Montgomery Bell’s Tunnel                                               |                              | 1818                         | Cheatham County                              | Tennessee                        | Vereinigte Staaten               | Tunnel                              |
| 89              | 1981              | Snoqualmie Falls Cavity Generating Station                             |                              | 1899                         | Snoqualmie                                   | Washington                       | Vereinigte Staaten               | Stromproduktion                     |
| 90              | 1981              | Union Station                                                          |                              | 1894                         | St. Louis                                    | Missouri                         | Vereinigte Staaten               | Straßen und Bahnen                  |
| 91              | 1981              | Washington Monument                                                    |                              | 1885                         | Washington                                   | District of Columbia             | Vereinigte Staaten               | Gebäude                             |
| 92              | 1981              | Whipple Truss Bridge                                                   |                              | 1855                         | Schenectady                                  | New York                         | Vereinigte Staaten               | Brücken                             |
| 93              | 1982              | Carrollton Viaduct                                                     |                              | 1829                         | Baltimore                                    | Maryland                         | Vereinigte Staaten               | Brücken                             |
| 94              | 1982              | Detroit-Windsor Tunnel                                                 |                              | 1930                         | Detroit                                      | Michigan                         | Vereinigte Staaten               | Tunnel                              |
| 95              | 1982              | Eads South Pass Navigation Works                                       |                              | 1879                         | Venice                                       | Louisiana                        | Vereinigte Staaten               | Schifffahrt                         |
| 96              | 1982              | Holland Tunnel                                                         |                              | 1927                         | von Jersey City nach New York City           | New Jersey & New York            | Vereinigte Staaten               | Tunnel                              |
| 97              | 1982              | John A. Roebling Suspension Bridge                                     |                              | 1866                         | Cincinnati                                   | Ohio                             | Vereinigte Staaten               | Brücken                             |
| 98              | 1982              | Kinzua Railway Viadukt                                                 |                              | 1882                         | McKean County                                | Pennsylvania                     | Vereinigte Staaten               | Brücken                             |
| 99              | 1982              | Rogue River Bridge                                                     |                              | 1931                         | Gold Beach                                   | Oregon                           | Vereinigte Staaten               | Brücken                             |
| 100             | 1982              | Second Street Bridge                                                   |                              | 1886                         | Allegan                                      | Michigan                         | Vereinigte Staaten               | Brücken                             |
| 101             | 1982              | Watertown Arsenal                                                      |                              | 1859                         | Watertown                                    | Massachusetts                    | Vereinigte Staaten               | Bauingenieurwesen                   |
| 102             | 1983              | Atlantic City Convention Hall                                          |                              | 1929                         | Atlantic City                                | New Jersey                       | Vereinigte Staaten               | Gebäude                             |
| 103             | 1983              | Bailey Island Bridge                                                   |                              | 1928                         | Harpswell                                    | Maine                            | Vereinigte Staaten               | Brücken                             |
| 104             | 1983              | Blenheim Bridge                                                        |                              | 1855                         | North Blenheim                               | New York                         | Vereinigte Staaten               | Brücken                             |
| 105             | 1983              | Eisengebäude des U.S. Army Arsenal                                     |                              | 1859                         | Watervliet                                   | New York                         | Vereinigte Staaten               | Gebäude                             |
| 106             | 1983              | Ohio Canal System                                                      |                              | 1848                         | Akron                                        | Ohio                             | Vereinigte Staaten               | Schifffahrt                         |
| 107             | 1983              | Peavey-Haglin Experimental Concrete Grain Elevator                     |                              | 1900                         | St. Louis Park                               | Minnesota                        | Vereinigte Staaten               | Gebäude                             |
| 108             | 1983              | Sault Ste. Marie Hydroelectric Complex                                 |                              | 1902                         | Sault Ste. Marie                             | Michigan                         | Vereinigte Staaten               | Stromproduktion                     |
| 109             | 1984              | Columbia River Scenic Highway                                          |                              | 1922                         | Portland                                     | Oregon                           | Vereinigte Staaten               | Straßen und Bahnen                  |
| 110             | 1984              | Columbia–Wrightsville Bridge                                           |                              | 1930                         | Lancaster County                             | Pennsylvania                     | Vereinigte Staaten               | Brücken                             |
| 111             | 1984              | Golden Gate Bridge                                                     |                              | 1937                         | San Francisco                                | Kalifornien                      | Vereinigte Staaten               | Brücken                             |
| 112             | 1984              | Hoover Dam                                                             |                              | 1935                         | Boulder City                                 | Nevada & Arizona                 | Vereinigte Staaten               | Dämme                               |
| 113             | 1984              | Lowell Waterpower System                                               |                              | 1821                         | Lowell                                       | Massachusetts                    | Vereinigte Staaten               | Stromproduktion                     |
| 114             | 1984              | Panama-Kanal                                                           |                              | 1914                         |                                              |                                  | Panama                           | Schifffahrt                         |
| 115             | 1984              | Rocky River Pumped Storage Hydro-Plant                                 |                              | 1925                         | New Milford                                  | Connecticut                      | Vereinigte Staaten               | Stromproduktion                     |
| 116             | 1985              | Bayonne Bridge                                                         |                              | 1931                         | von Bayonne nach Staten Island               | New Jersey & New York            | Vereinigte Staaten               | Brücken                             |
| 117             | 1985              | Beginning Point of the U.S. Public Land Survey                         |                              | 1785                         | Liverpool                                    | Ohio                             | Vereinigte Staaten               | Grenzen & Vermessung                |
| 118             | 1985              | Cape Cod Canal                                                         |                              | 1914                         | Barnstable County                            | Massachusetts                    | Vereinigte Staaten               | Schifffahrt                         |
| 119             | 1985              | Chesapeake and Delaware Canal                                          |                              | 1828 (rebuilt 1927)          | New Castle                                   | Delaware                         | Vereinigte Staaten               | Schifffahrt                         |
| 120             | 1985              | Davis Island Lock and Dam                                              |                              | 1885                         | Pittsburgh                                   | Pennsylvania                     | Vereinigte Staaten               | Schifffahrt                         |
| 121             | 1985              | Forth Bridge                                                           |                              | 1890                         | bei Edinburgh                                | Schottland                       | Vereinigtes Königreich           | Brücken                             |
| 122             | 1985              | Going-to-the-Sun Road                                                  |                              | 1932                         | Glacier National Park                        | Montana                          | Vereinigte Staaten               | Straßen und Bahnen                  |
| 123             | 1985              | High Bridge                                                            |                              | 1877                         | Jessamine & Mercer Counties                  | Kentucky                         | Vereinigte Staaten               | Brücken                             |
| 124             | 1985              | Statue of Liberty                                                      |                              | 1886                         | New York Harbor                              | New York                         | Vereinigte Staaten               | Gebäude                             |
| 125             | 1986              | White River Concrete Arch Bridge                                       |                              | 1930                         | Cotter                                       | Arkansas                         | Vereinigte Staaten               | Brücken                             |
| 126             | 1986              | Cranetown Triangulation Site                                           |                              | 1817                         | Cedar Grove                                  | New Jersey                       | Vereinigte Staaten               | Grenzen & Vermessung                |
| 127             | 1986              | Eiffelturm                                                             |                              | 1889                         | Paris                                        | Île-de-France                    | Frankreich                       | Gebäude                             |
| 128             | 1986              | Camino Real de Tierra Adentro                                          |                              | 1598–1800s                   | Santa Fe und Mexiko-Stadt                    | Texas und New Mexico             | Vereinigte Staaten Mexiko        | Straßen und Bahnen                  |
| 129             | 1986              | El Camino Real (Königsweg) Ostzweig                                    |                              | seit dem 16. Jh.             | San Antonio                                  | Texas                            | Vereinigte Staaten               | Straßen und Bahnen                  |
| 130             | 1986              | New Castle Ice Harbor                                                  |                              | 1974                         | New Castle                                   | Delaware                         | Vereinigte Staaten               | Schifffahrt                         |
| 131             | 1986              | Norris Dam                                                             |                              | 1936                         | Knoxville                                    | Tennessee                        | Vereinigte Staaten               | Dämme                               |
| 132             | 1986              | San Francisco – Oakland Bay Bridge                                     |                              | 1937                         | von San Francisco nach Oakland               | Kalifornien                      | Vereinigte Staaten               | Brücken                             |
| 133             | 1986              | Sewall's Bridge                                                        |                              | 1761 (rebuilt 1934)          | York                                         | Maine                            | Vereinigte Staaten               | Brücken                             |
| 134             | 1986              | Triborough Bridge Project                                              |                              | 1936                         | New York City                                | New York                         | Vereinigte Staaten               | Brücken                             |
| 135             | 1986              | U.S. Army Corps of Engineers Waterways Exp. Station                    |                              | 1929                         | Vicksburg                                    | Mississippi                      | Vereinigte Staaten               | Bauingenieurwesen                   |
| 136             | 1986              | U.S. Capitol                                                           |                              | 1793, rebuilt 1863           | Washington                                   | District of Columbia             | Vereinigte Staaten               | Gebäude                             |
| 137             | 1986              | Zuiderzeewerke                                                         |                              | 1927 to 1932                 | Zaandam                                      | North Holland                    | Niederlande                      | Wasserversorgung & Hochwasserschutz |
| 138             | 1987              | Allegheny Portage Railroad                                             |                              | 1834                         | Hollidaysburg                                | Pennsylvania                     | Vereinigte Staaten               | Straßen und Bahnen                  |
| 139             | 1987              | Bonneville Dam, Columbia River System                                  |                              | 1937                         | Bonneville                                   | Oregon                           | Vereinigte Staaten               | Stromproduktion                     |
| 140             | 1987              | Brücken von Keeseville                                                 |                              | 1843, 1878, 1888             | Keeseville                                   | New York                         | Vereinigte Staaten               | Brücken                             |
| 141             | 1987              | Dismal Swamp Canal                                                     |                              | 1805                         | Chesapeake                                   | Virginia                         | Vereinigte Staaten               | Schifffahrt                         |
| 142             | 1987              | Houston Ship Channel                                                   |                              | 1837–present                 | Houston                                      | Texas                            | Vereinigte Staaten               | Schifffahrt                         |
| 143             | 1987              | Kamehameha V Post Office                                               |                              | 1871                         | Honolulu                                     | Hawaii                           | Vereinigte Staaten               | Gebäude                             |
| 144             | 1987              | Frisco Bridge                                                          |                              | 1892                         | Memphis                                      | Tennessee & Arkansas             | Vereinigte Staaten               | Brücken                             |
| 145             | 1987              | Quebec Bridge                                                          |                              | 1917                         | Québec                                       | Québec                           | Kanada                           | Brücken                             |
| 146             | 1988              | Belle Fourche Dam                                                      |                              | 1911                         | Belle Fourche                                | South Dakota                     | Vereinigte Staaten               | Dämme                               |
| 147             | 1988              | École Nationale des Ponts et Chaussées                                 |                              | 1747                         | Paris                                        | Île-de-France                    | Frankreich                       | Gebäude                             |
| 148             | 1988              | Keokuk Hydro-Power System                                              |                              | 1913                         | Keokuk                                       | Iowa                             | Vereinigte Staaten               | Stromproduktion                     |
| 149             | 1988              | Pennsylvania Turnpike                                                  |                              | 1940                         |                                              | Pennsylvania                     | Vereinigte Staaten               | Straßen und Bahnen                  |
| 150             | 1988              | River des Peres Sewerage & Drainage Works                              |                              | 1924 to 1931                 | St. Louis                                    | Missouri                         | Vereinigte Staaten               | Wasserversorgung & Hochwasserschutz |
| 151             | 1988              | Sydney Harbour Bridge                                                  |                              | 1932                         | Sydney                                       | New South Wales                  | Australien                       | Brücken                             |
| 152             | 1989              | Royal Colonial Boundary of 1665                                        |                              | 1728–1819                    | Middlesboro                                  | Kentucky                         | Vereinigte Staaten               | Grenzen & Vermessung                |
| 153             | 1989              | Anji-Brücke                                                            |                              | 605 AD                       | Zhaoxian                                     | Hebei                            | Volksrepublik China              | Brücken                             |
| 154             | 1990              | Fort Peck Dam                                                          |                              | 1940                         | Fort Peck                                    | Montana                          | Vereinigte Staaten               | Dämme                               |
| 155             | 1990              | Ponte Maria Pia                                                        |                              | 1877                         | Porto                                        | Norte                            | Portugal                         | Brücken                             |
| 156             | 1990              | Salginatobelbrücke                                                     |                              | 1930                         | Schiers                                      | Graubünden                       | Schweiz                          | Brücken                             |
| 157             | 1991              | Eddystone Lighthouse                                                   |                              | 1882                         | vor Plymouth                                 | England                          | Vereinigtes Königreich           | Schifffahrt                         |
| 158             | 1991              | Fritz Engineering Laboratory                                           |                              | 1910                         | Bethlehem                                    | Pennsylvania                     | Vereinigte Staaten               | Bauingenieurwesen                   |
| 159             | 1991              | St. Clair Tunnel                                                       |                              | 1891                         | Port Huron                                   | Michigan                         | Vereinigte Staaten               | Tunnel                              |
| 160             | 1991              | Thames Tunnel                                                          |                              | 1843                         | London                                       | England                          | Vereinigtes Königreich           | Tunnel                              |
| 161             | 1992              | Aqua Traiana                                                           |                              | 110 AD                       | Rom                                          | Latium                           | Italien                          | Wasserversorgung & Hochwasserschutz |
| 162             | 1992              | Niagara Falls Suspension Bridge                                        |                              | 1849, 1855, 1883, 1898, 1941 | Niagara Gorge                                | Ontario und New York             | Kanada Vereinigte Staaten        | Brücken                             |
| 163             | 1992              | Duck-Creek-Aquädukt                                                    |                              | 1846                         | Metamora                                     | Indiana                          | Vereinigte Staaten               | Wasserversorgung & Hochwasserschutz |
| 164             | 1992              | Hohokam Kanal System                                                   |                              | 600 – 1450 AD                |                                              | Arizona                          | Vereinigte Staaten               | Wasserversorgung & Hochwasserschutz |
| 165             | 1992              | San Jacinto Monument                                                   |                              | 1939                         | Houston                                      | Texas                            | Vereinigte Staaten               | Gebäude                             |
| 166             | 1993              | Blimp Hangars                                                          |                              | 1943                         | Tustin                                       | Kalifornien                      | Vereinigte Staaten               | Aviatik                             |
| 167             | 1993              | Denison Dam                                                            |                              | 1943                         | Denison                                      | Texas                            | Vereinigte Staaten               | Dämme                               |
| 168             | 1993              | Hanford B Reactor                                                      |                              | 1944                         | Richland                                     | Washington                       | Vereinigte Staaten               | Stromproduktion                     |
| 169             | 1993              | Stevens Pass Railroad Tunnel & Switchback System                       |                              | 1900                         | Stevens Pass                                 | Washington                       | Vereinigte Staaten               | Tunnel                              |
| 170             | 1994              | Colorado-River-Aquädukt                                                |                              | 1933–1941                    | Blythe                                       | Kalifornien                      | Vereinigte Staaten               | Wasserversorgung & Hochwasserschutz |
| 171             | 1994              | Kavanagh-Gebäude                                                       |                              | 1936                         | Buenos Aires                                 |                                  | Argentinien                      | Gebäude                             |
| 172             | 1994              | Missouri River Brücken                                                 |                              | 1926                         | Chamberlain                                  | South Dakota                     | Vereinigte Staaten               | Brücken                             |
| 173             | 1994              | Untergrundtankanlage Red Hill                                          |                              | 1943                         | Honolulu                                     | Hawaii                           | Vereinigte Staaten               | Tunnel                              |
| 174             | 1994              | Malleco-Viadukt                                                        |                              | 1890                         | Río Malleco                                  | Región de la Araucanía           | Chile                            | Brücken                             |
| 175             | 1994              | White Pass and Yukon Route                                             |                              | 1900                         | von Whitehorse (Yukon) nach Skagway (Alaska) | Yukon Territory to Alaska        | Kanada Vereinigte Staaten        | Straßen und Bahnen                  |
| 176             | 1995              | Alaska Highway                                                         |                              | 1942                         | Dawson Creek nach Delta Junction             | von British Columbia nach Alaska | Kanada Vereinigte Staaten        | Straßen und Bahnen                  |
| 177             | 1995              | Reisterrassen von Banaue                                               |                              | 100 BC                       | Banaue                                       | Ifugao                           | Philippinen                      | Wasserversorgung & Hochwasserschutz |
| 178             | 1995              | Queretaro-Aquädukt                                                     |                              | 1738                         | Santiago de Querétaro                        |                                  | Mexiko                           | Wasserversorgung & Hochwasserschutz |
| 179             | 1995              | Victoria Falls Bridge                                                  |                              | 1905                         | Sambesi                                      |                                  | Simbabwe Sambia                  | Brücken                             |
| 180             | 1996              | Armour-Swift-Burlington Bridge                                         |                              | 1912                         | Kansas City                                  | Missouri                         | Vereinigte Staaten               | Brücken                             |
| 181             | 1996              | Bahnstrecke Dublin-Belfast                                             |                              | 1839                         | Dublin nach Belfast                          | Irland Nordirland                | Irland Vereinigtes Königreich    | Straßen und Bahnen                  |
| 182             | 1996              | Kentucky Dam                                                           |                              | 1944                         | Gilbertsville                                | Kentucky                         | Vereinigte Staaten               | Dämme                               |
| 183             | 1996              | Steinbruchstraße am Qarun-See                                          |                              | 2575–2137 BC                 | Qarun-See                                    |                                  | Ägypten                          | Straßen und Bahnen                  |
| 184             | 1996              | City Plan of Philadelphia                                              |                              | 1682                         | Philadelphia                                 | Pennsylvania                     | Vereinigte Staaten               | Bauingenieurwesen                   |
| 185             | 1996              | San Antonio River Walk & Hochwasserschutz                              |                              | 1929 to 1941                 | San Antonio                                  | Texas                            | Vereinigte Staaten               | water control & supply              |
| 186             | 1997              | Grand Coulee Dam                                                       |                              | 1941                         | Grand Coulee                                 | Washington                       | Vereinigte Staaten               | Dämme                               |
| 187             | 1997              | Lake Washington Ship Canal & Hiram M. Chittenden Schleusen             |                              | 1917                         | Seattle                                      | Washington                       | Vereinigte Staaten               | Schifffahrt                         |
| 188             | 1997              | Navajo Bridge                                                          |                              | 1929                         | Page                                         | Arizona                          | Vereinigte Staaten               | Brücken                             |
| 189             | 1997              | North Island Main Trunk Railway                                        |                              | 1885–1908                    | Auckland nach Wellington                     | Nordinsel                        | Neuseeland                       | Straßen und Bahnen                  |
| 190             | 1997              | Northampton Street Bridge                                              |                              | 1896                         | Von Easton nach Phillipsburg                 | Pennsylvania & New Jersey        | Vereinigte Staaten               | Brücken                             |
| 191             | 1997              | Snowy Mountains Scheme                                                 |                              | 1974                         | Snowy Mountains                              | New South Wales                  | Australien                       | Stromproduktion                     |
| 192             | 1997              | Texas Commerce Bank Building                                           |                              | 1929                         | Houston                                      | Texas                            | Vereinigte Staaten               | Gebäude                             |
| 193             | 1997              | Walnut Street Bridge                                                   |                              | 1890                         | Harrisburg                                   | Pennsylvania                     | Vereinigte Staaten               | Brücken                             |
| 194             | 1998              | Brooks AFB, Old Hangar 9                                               |                              | 1918                         | San Antonio                                  | Texas                            | Vereinigte Staaten               | Aviatik                             |
| 195             | 1998              | Canton Viadukt                                                         |                              | 1835                         | Canton                                       | Massachusetts                    | Vereinigte Staaten               | Brücken                             |
| 196             | 1998              | Göta-Kanal                                                             |                              | 1810 bis 1832                | Göteborg                                     | Västra Götalands                 | Schweden                         | Schifffahrt                         |
| 197             | 1998              | Moseley-Brücke                                                         |                              | 1864                         | North Andover                                | Massachusetts                    | Vereinigte Staaten               | Brücken                             |
| 198             | 1998              | Tehachapi Pass Railroad Line                                           |                              | 1876                         | Kern County                                  | Kalifornien                      | Vereinigte Staaten               | Straßen und Bahnen                  |
| 199             | 1999              | Aquädukt von Segovia                                                   |                              | 50 AD                        | Segovia                                      | Kastilien und León               | Spanien                          | Wasserversorgung & Hochwasserschutz |
| 200             | 1999              | Arroyo Seco Parkway                                                    |                              | 1940                         | Los Angeles                                  | Kalifornien                      | Vereinigte Staaten               | Straßen und Bahnen                  |
| 201             | 1999              | Blue Ridge Parkway                                                     |                              | begun 1935                   |                                              | Virginia & North Carolina        | Vereinigte Staaten               | Straßen und Bahnen                  |
| 202             | 1999              | Cape Hatteras Lighthouse                                               |                              | 1870                         | Cape Hatteras                                | North Carolina                   | Vereinigte Staaten               | Schifffahrt                         |
| 203             | 1999              | Maine Turnpike                                                         |                              | 1947                         |                                              | Maine                            | Vereinigte Staaten               | Straßen und Bahnen                  |
| 204             | 1999              | McNeill Street Pumpwerk                                                |                              | 1887                         | Shreveport                                   | Louisiana                        | Vereinigte Staaten               | Wasserversorgung & Hochwasserschutz |
| 205             | 2000              | Cedar Falls Wasserversorgung                                           |                              | 1901                         | Seattle                                      | Washington                       | Vereinigte Staaten               | Wasserversorgung & Hochwasserschutz |
| 206             | 2000              | Forth and Clyde Canal und Union Canal                                  |                              | 1790                         |                                              | Schottland                       | Vereinigtes Königreich           | Schifffahrt                         |
| 207             | 2000              | Hagia Sophia                                                           |                              | 537 AD                       | Istanbul                                     | Istanbul                         | Türkei                           | Gebäude                             |
| 208             | 2000              | Muskingum River Kanalsystem                                            |                              | 1837                         | Zanesville                                   | Ohio                             | Vereinigte Staaten               | Schifffahrt                         |
| 209             | 2000              | Seventh Street Improvement Arches                                      |                              | 1909                         | St. Paul                                     | Minnesota                        | Vereinigte Staaten               | Brücken                             |
| 210             | 2000              | West Baden Springs Hotel                                               |                              | 1902                         | West Baden Springs                           | Indiana                          | Vereinigte Staaten               | Gebäude                             |
| 211             | 2001              | Bunker Hill Covered Bridge                                             |                              | 1895, rebuilt 1994           | Claremont                                    | North Carolina                   | Vereinigte Staaten               | Brücken                             |
| 212             | 2001              | Galveston Seawall and Grade Raising                                    |                              | 1904 (expanded through 1963) | Galveston                                    | Texas                            | Vereinigte Staaten               | Wasserversorgung & Hochwasserschutz |
| 213             | 2001              | Baltimore & Ohio Roundhouse & Shop Complex                             |                              | 1842 to 1850s                | Martinsburg                                  | West Virginia                    | Vereinigte Staaten               | Gebäude                             |
| 214             | 2002              | Conwy Suspension Bridge                                                |                              | 1826                         | Conwy                                        | Wales                            | Vereinigtes Königreich           | Brücken                             |
| 215             | 2002              | Conwy Tubular Bridge                                                   |                              | 1849                         | Conwy                                        | Wales                            | Vereinigtes Königreich           | Brücken                             |
| 216             | 2002              | Dorton Arena                                                           |                              | 1952                         | Raleigh                                      | North Carolina                   | Vereinigte Staaten               | Gebäude                             |
| 217             | 2002              | Bewässerungssystem East Maui                                           |                              | 1876 to 1923                 | East Maui                                    | Hawaii                           | Vereinigte Staaten               | Wasserversorgung & Hochwasserschutz |
| 218             | 2002              | Five Stone Arch Brücken                                                |                              | 1830 to 1866                 | Hillsborough                                 | New Hampshire                    | Vereinigte Staaten               | Brücken                             |
| 219             | 2002              | Louisville and Portland Canal Locks & Dam                              |                              | 1830, rebuilt 1962           | Louisville                                   | Kentucky                         | Vereinigte Staaten               | Schifffahrt                         |
| 220             | 2002              | Marshall Building                                                      |                              | 1906                         | Milwaukee                                    | Wisconsin                        | Vereinigte Staaten               | Gebäude                             |
| 221             | 2002              | Menai-Brücke                                                           |                              | 1826                         | Anglesey                                     | Wales                            | Vereinigtes Königreich           | Brücken                             |
| 222             | 2002              | Alter Cape Henry Leuchtturm,                                           |                              | 1792, ersetzt 1881           | Virginia Beach                               | Virginia                         | Vereinigte Staaten               | Schifffahrt                         |
| 223             | 2002              | Portland Head Light                                                    |                              | 1787                         | Cape Elizabeth                               | Maine                            | Vereinigte Staaten               | Schifffahrt                         |
| 224             | 2002              | Shannon Hydroelectric Scheme                                           |                              | 1929                         |                                              | Clare                            | Irland                           | Stromproduktion                     |
| 225             | 2002              | Waldo-Hancock Suspension Bridge                                        |                              | 1931                         | Bucksport                                    | Maine                            | Vereinigte Staaten               | Brücken                             |
| 226             | 2003              | Horseshoe Curve                                                        |                              | 1854                         | Altoona                                      | Pennsylvania                     | Vereinigte Staaten               | Straßen und Bahnen                  |
| 227             | 2003              | Sueskanal                                                              |                              | 1869                         |                                              |                                  | Ägypten                          | Schifffahrt                         |
| 228             | 2003              | Tennessee State Capitol                                                |                              | 1845 to 1877                 | Nashville                                    | Tennessee                        | Vereinigte Staaten               | Gebäude                             |
| 229             | 2004              | Festung Hwaseong                                                       |                              | 1796                         | Suwon                                        | Gyeonggi-do                      | Südkorea                         | Gebäude                             |
| 230             | 2004              | Mesa Verde Reservoirs                                                  |                              | 750 to 1180 AD               | Montezuma County                             | Colorado                         | Vereinigte Staaten               | Wasserversorgung & Hochwasserschutz |
| 231             | 2004              | Northern Pacific High Line Bridge No 64                                |                              | 1908                         | Valley City                                  | North Dakota                     | Vereinigte Staaten               | Brücken                             |
| 232             | 2004              | Weichselbrücke Dirschau                                                |                              | 1857                         | Dirschau                                     | Pommern                          | Polen                            | Brücken                             |
| 233             | 2005              | Great Western Railway                                                  | Bristol Temple Meads Station | 1838                         |                                              | England & Wales                  | Vereinigtes Königreich           | Straßen und Bahnen                  |
| 234             | 2005              | Philadelphia City Hall                                                 |                              | 1901                         | Philadelphia                                 | Pennsylvania                     | Vereinigte Staaten               | Gebäude                             |
| 235             | 2005              | Sweetwater Dam                                                         |                              | 1888                         | Spring Valley                                | Kalifornien                      | Vereinigte Staaten               | Dämme                               |
| 236             | 2005              | Stanley Hydraulics Laboratory an der University of Iowa                |                              | established 1919             | Iowa City                                    | Iowa                             | Vereinigte Staaten               | Bauingenieurwesen                   |
| 237             | 2006              | Machu Picchu                                                           |                              | 1460 AD                      |                                              |                                  | Peru                             | Bauingenieurwesen                   |
| 238             | 2006              | Portland Observatory                                                   |                              | 1807                         | Portland                                     | Maine                            | Vereinigte Staaten               | Schifffahrt                         |
| 239             | 2006              | Tipón                                                                  |                              | 1200–1534 AD                 |                                              |                                  | Peru                             | Wasserversorgung & Hochwasserschutz |
| 240             | 2007              | Caledonian Canal                                                       |                              | 1822                         | Great Glen                                   | Schottland                       | Vereinigtes Königreich           | Schifffahrt                         |
| 241             | 2007              | Craigellachie-Brücke                                                   |                              | 1814                         | Speyside                                     | Schottland                       | Vereinigtes Königreich           | Brücken                             |
| 242             | 2008              | Choate Bridge                                                          |                              | 1764                         | Ipswich                                      | Massachusetts                    | Vereinigte Staaten               | Brücken                             |
| 243             | 2008              | Goldfields Water Supply                                                |                              | 1903                         | Kalgoorlie                                   | Western Australia                | Australien                       | Wasserversorgung & Hochwasserschutz |
| 244             | 2008              | Lacey V. Murrow Memorial Bridge und Ostportale der Mount Baker Tunnels |                              | 1940                         | King County                                  | Washington                       | Vereinigte Staaten               | Brücken                             |
| 245             | 2008              | Woodhead Dam                                                           | Woodhead Dam                 | 1897                         | Kapstadt                                     | Westkap                          | Südafrika                        | Dämme                               |
| 246             | 2009              | Nationalmonument Guayabo                                               |                              | 300 BC – AD 1400             | Turrialba                                    | Turrialba                        | Costa Rica                       | Bauingenieurwesen                   |
| 247             | 2009              | George Vancouvers Kartierung der Westküste von Nordamerika             |                              | 1791–1795                    |                                              |                                  | Kanada Vereinigte Staaten Mexiko | Grenzen & Vermessung                |
| 248             | 2009              | Poughkeepsie-Highland Bridge                                           |                              | 1886–1888                    | Poughkeepsie                                 | New York                         | Vereinigte Staaten               | Brücken                             |
| 249             | 2009              | Manhattan Bridge                                                       |                              | 1909                         | New York City                                | New York                         | Vereinigte Staaten               | Brücken                             |
| 250             | 2009              | Queensboro Bridge                                                      |                              | 1909                         | New York City                                | New York                         | Vereinigte Staaten               | Brücken                             |
| 251             | 2009              | Williamsburg Bridge                                                    |                              | 1903                         | New York City                                | New York                         | Vereinigte Staaten               | Brücken                             |
| 252             | 2010              | Mackinac Bridge                                                        |                              | 1958                         | Straits of Mackinac                          | Michigan                         | Vereinigte Staaten               | Brücken                             |
| 253             | 2010              | Rensselaer Polytechnic Institute                                       |                              | 1824                         | Troy                                         | New York                         | Vereinigte Staaten               | Bauingenieurwesen                   |
| 254             | 2011              | Utica Memorial Auditorium                                              |                              | 1959                         | Utica                                        | New York                         | Vereinigte Staaten               | Gebäude                             |
| 255             | 2012              | Huey P. Long Bridge                                                    |                              | 1935                         | Jefferson Parish                             | Louisiana                        | Vereinigte Staaten               | Brücken                             |
| 256             | 2012              | Grand Central Terminal                                                 |                              | 1913                         | New York City                                | New York                         | Vereinigte Staaten               | Straßen und Bahnen                  |